# فتح قبرس توسط ریچارد یکم
فتح قبرس (Conquest of Cyprus by Richard I) رویدادی است مقارن با جنگ صلیبی سوم که طی آن ریچارد پادشاه انگلستان پس از تصرف خزانه و افرادش توسط مدعی امپراتوری بیزانس، ایزاک، در سال ۱۱۹۱ به این جزیره یورش برد و توانست آن را متصرف شود.
پس از سقوط اورشلیم و بخش اعظمی از اراضی مقدس توسط صلاح‌الدین ایوبی، پاپ در فرمانی جنگ صلیبی جدیدی را آغاز کرد. پادشاهان فرانسه و انگلستان نیز پس از توافق، سفر خود را از مسیر دریا آغاز کردند. فیلیپ پس از سفر دریایی خود به صور رسید و پس از استقبال کنراد از وی، عازم عکا شد و در ۲۰ آوریل نیروهای صلیبی که مشغول محاصره شهر بودند، رسید. ریچارد نیز پس از ۱۰ از رسیدن فیلیپ به عکا، سفر خود را به سمت اراضی مقدس آغاز کرد اما توفان شدید سبب شد تا ناوگان دریایی انگلستان نظم خود را از دست داده و از یکدیگر جدا شوند. برخی از این کشتی‌ها همچون کشتی مهر سلطنتی غرق و برخی دیگر همچون کشتی حامل خزانه در سواحل قبرس درهم شکستند یا برخی کشتی‌ها همچون کشتی حامل همسر ریچارد و خواهرش به اجبار در سواحل پهلو گرفتند. در آن ایام ایزاک از مدعیان امپراتوری بیزانس که خود وارث حقیقی تاج و تخت امپراتوری می‌خواند، کنترل جزیره را از سال ۱۱۸۴ در دست داشت. وی پس از اطلاع شکستن ناوگان انگلیسی‌ها در سواحل خود، به سرعت دست به ضبظ خزانه و دستگیر کردن بازماندگان زد. این اقدام واکنش ریچارد را برانگیخت و به همراه نیروهای خود در نزدیکی لیماسول پیدا شد و سوی شهر و مقر ایزاک پیشروی کرد. ایزاک که توان مقابله با نیروهای ریچارد نداشت باب مذاکره را باز کرد و ضمن پذیرفتن بازگرداندن اموال و نیروهای زندانی شده در ازای ترک نکردن قبرس، تسلیم شد اما با رسیدن گی لوزینیان و برادرش و سایر نزدیکان آنها به قبرس و همچنین عدم فرمانبرداری ایزاک از وی، ریچارد فرصت را غنیمت شمرد و کل جزیره قبرس را تا ماه مه ۱۱۹۱ تصرف کرد و ایزاک را نیز به بند انداخت. پس از فتح قبرس ریچارد در ۱۲ مه ۱۱۹۱ با برنگاریای ازدواج کرد و تاج ملکه انگلستان را بر سر وی گذاشت. فتح قبرس واقعه‌ای مهم در تاریخ جنگ‌های صلیبی بود. چراکه با وجود سقوط اراضی مقدس در اواخر قرن ۱۳، این جزیره تحت امر خاندان لاتینی فراری از اراضی مقدس به عمر خود تا ۴ قرن ادامه داد و مبدل به پایگاه صلیبیون و منبع اصلی تدارکات آنها شد.